# Hrabstwo Sullivan (New Hampshire)
Hrabstwo Sullivan (ang. Sullivan County) – hrabstwo w stanie New Hampshire w Stanach Zjednoczonych. Obszar całkowity hrabstwa obejmuje powierzchnię 551,92 mil² (1429,47 km²). Według szacunków United States Census Bureau w roku 2010 miało 43 742 mieszkańców.
Hrabstwo powstało w 1827 roku. 

## Miejscowości
- Acworth
- Claremont
- Charlestown
- Cornish
- Croydon
- Goshen
- Grantham
- Langdon
- Lempster
- Newport
- Plainfield
- Springfield
- Sunapee
- Unity
- Washington[4]

## CDP
- Charlestown
- Newport
- Plainfield[4]

| Populacja hrabstwa w poprzednich latach | Populacja hrabstwa w poprzednich latach |
| Rok                                     | Liczba ludności                         |
| --------------------------------------- | --------------------------------------- |
| 1980                                    | 36 097                                  |
| 1990                                    | 38 592                                  |
| 2000                                    | 40 458                                  |
| 2005                                    | 43 041                                  |